# Jan Carlos Vargas
Pour les articles homonymes, voir Vargas.
Jan Carlos Vargas Campo, né le 13 mars 1995 au Panama, est un footballeur international panaméen, qui joue au poste de défenseur au Barakaldo CF, en prêt du Tauro FC.

## Biographie

### Carrière en club
Avec le club du Tauro FC, il joue deux matchs en Ligue des champions de la CONCACAF, lors de la saison 2014-2015.

### Carrière internationale
Jan Carlos Vargas compte 5 sélections avec l'équipe du Panama depuis 2016.
Il est convoqué pour la première fois en équipe du Panama par le sélectionneur national Hernán Darío Gómez, pour un match amical contre la Martinique le 27 avril 2016. Lors de ce match, il entre à la 77e minute de la rencontre, à la place d'Armando Cooper. Le match se solde par une cictoire 2-0 des Panaméens. 
Le 22 juin 2017, il fait partie des 23 appelés par le sélectionneur national pour la Gold Cup 2017, où il joue une rencontre.

## Palmarès
- Avec le Tauro FC
  - Champion du Panama en 2013 (ouverture) et 2017 (clôture)